# Z jasnego nieba
Z jasnego nieba (ang Twelve O’Clock High) – amerykański film z 1949 roku w reżyserii Henry'ego Kinga. Film w 1950 otrzymał cztery nominacje do Oskara, z czego ostatecznie zdobył dwie statuetki. Ponadto w tym samym roku zdobył on również nagrodę Stowarzyszenia Nowojorskich Krytyków Filmowych w kategorii Najlepszy aktor pierwszoplanowy dla Gregory’ego Pecka.

## Opis fabuły
II wojna światowa. Historia oddziału amerykańskich bombardierów, którzy po odniesieniu poważnych strat w bitwach z III Rzeszą tracą entuzjazm i ducha walki. Jednostkę wówczas przejmuje generał brygady Frank Savage (Gregory Peck). Początkowo spotyka on opór ze strony podległych żołnierzy. Stopniowo jednak przełożony zyskuje szacunek, wskrzeszając w lotnikach odwagę oraz bojowość.

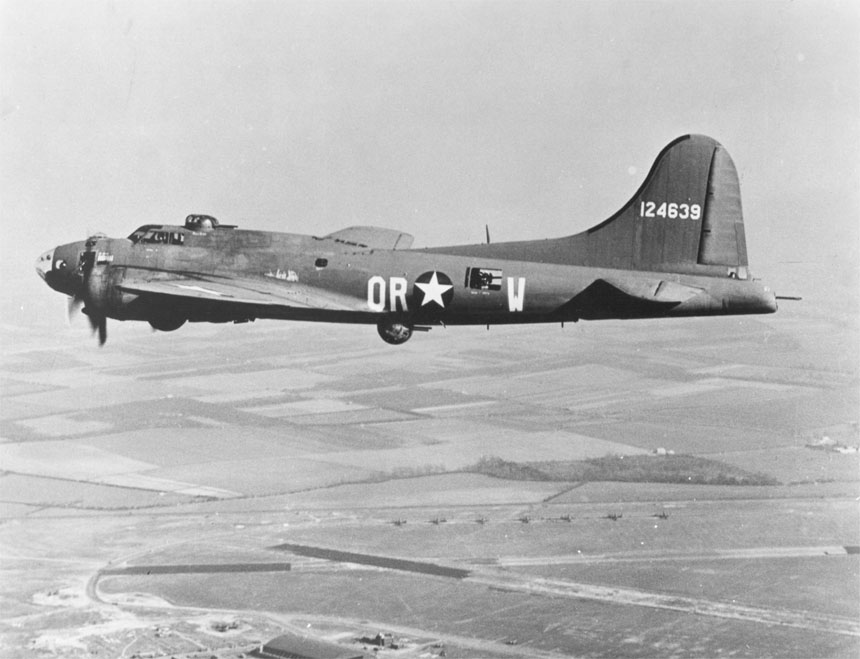
Boeing B-17F podobny do tego w filmie
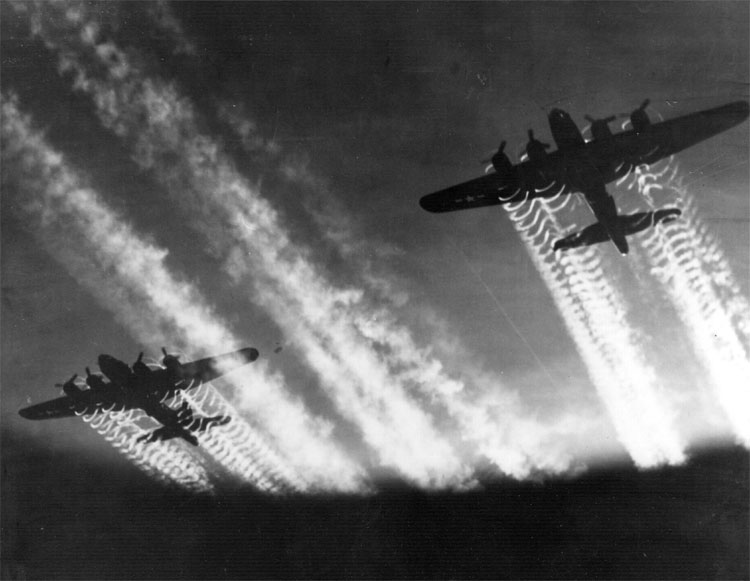
Amerykańskie bombowce B-17 nad Europą Wschodnią